# Dungeon crawler

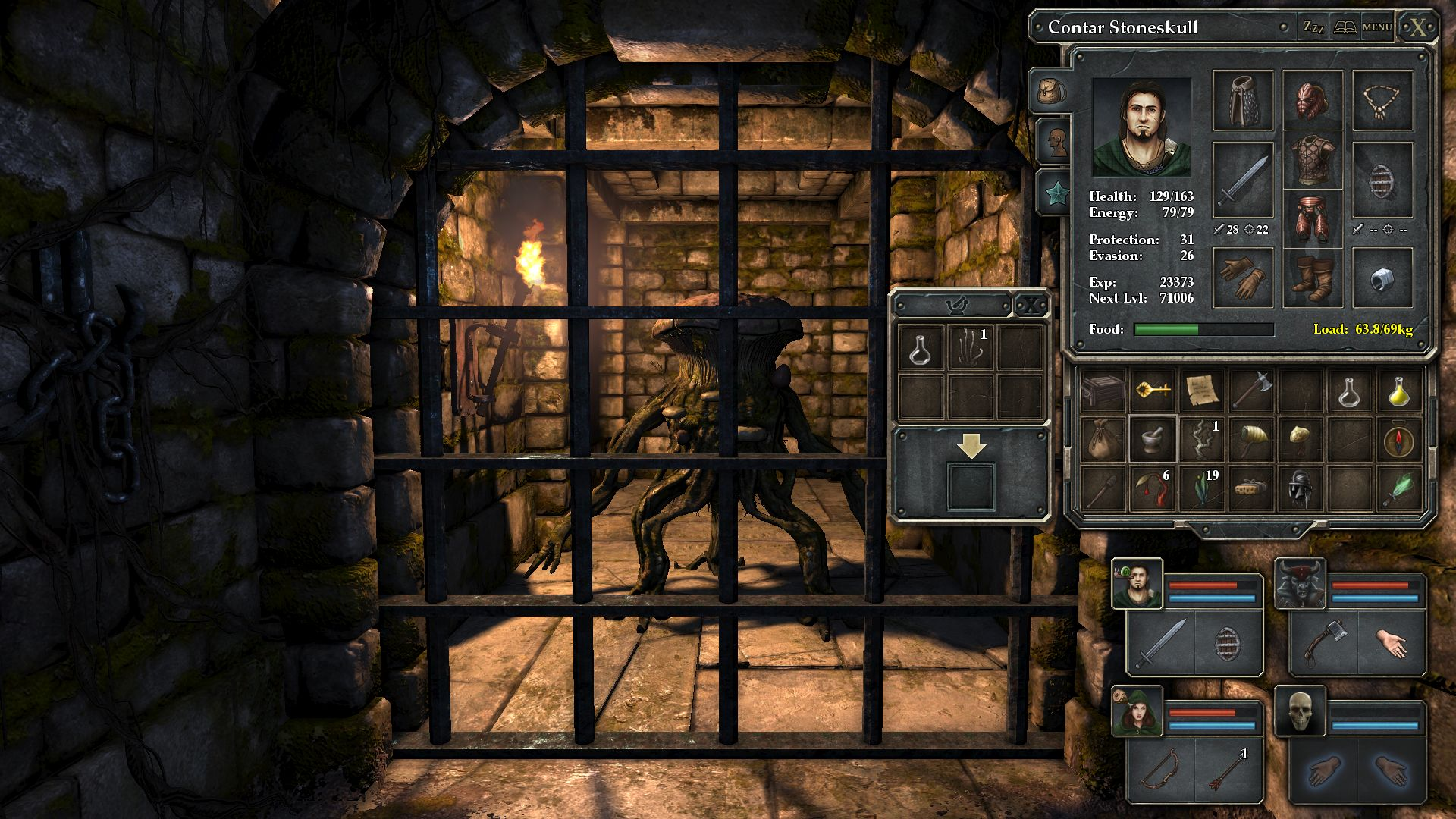
Legend of Grimrock è un dungeon crawler in prima persona ispirato ai videogiochi di ruolo Dungeon Master e Eye of the Beholder

Un dungeon crawler è un tipo di gioco da tavolo o videogioco di ruolo che presenta alcune caratteristiche derivate direttamente dai giochi di ruolo, in particolare dal gioco fantasy Dungeons & Dragons. Nonostante la somiglianza con i roguelike, inclusa la presenza di labirinti noti come dungeon, questi videogiochi si caratterizzano per l'ambientazione fantastica con la presenza di creature mitologiche e incantesimi magici.
Uno dei primi videogiochi appartenenti al genere è pedit5. Realizzato nel 1975 da Rusty Rutherford, il gioco include alcune delle caratteristiche presenti in D&D tra cui i punti ferita, i punti esperienza e la presenza di tesori all'interno del dungeon. Oltre a Rogue, altri videogiochi che presentano le caratteristiche del dungeon crawler sono Dungeon Master, Eye of the Beholder e i titoli appartenenti alle serie Wizardry, Ultima, Diablo e Dungeon Travelers.